# Dasher (Georgia)
Dasher è un comune degli Stati Uniti d'America, situato nello Stato della Georgia, nella contea di Lowndes.